# Ronald McDonald

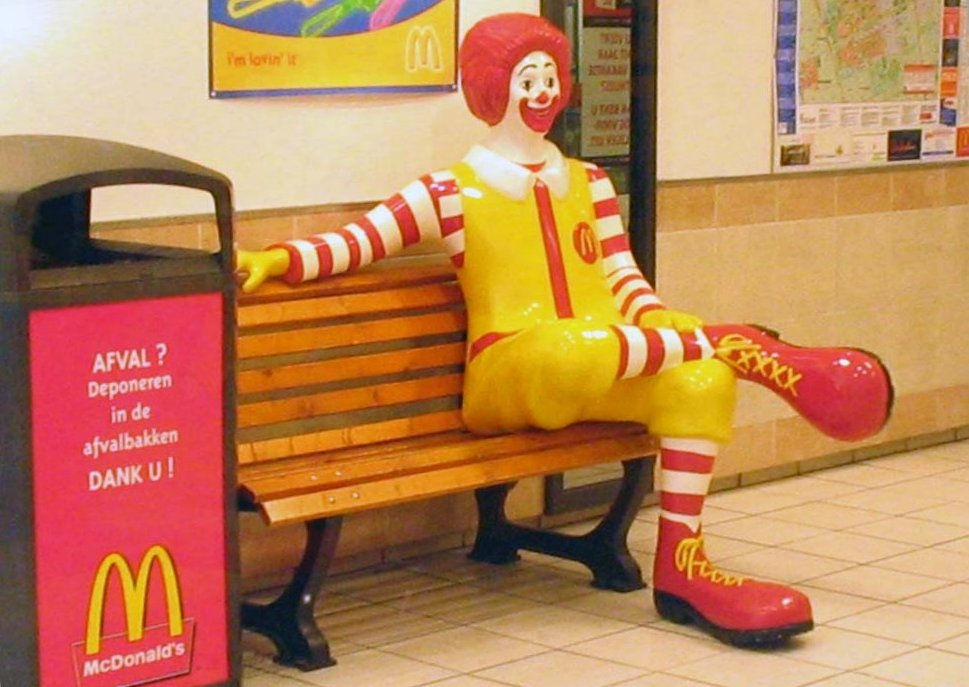
Ronald McDonald, staty på bänk.

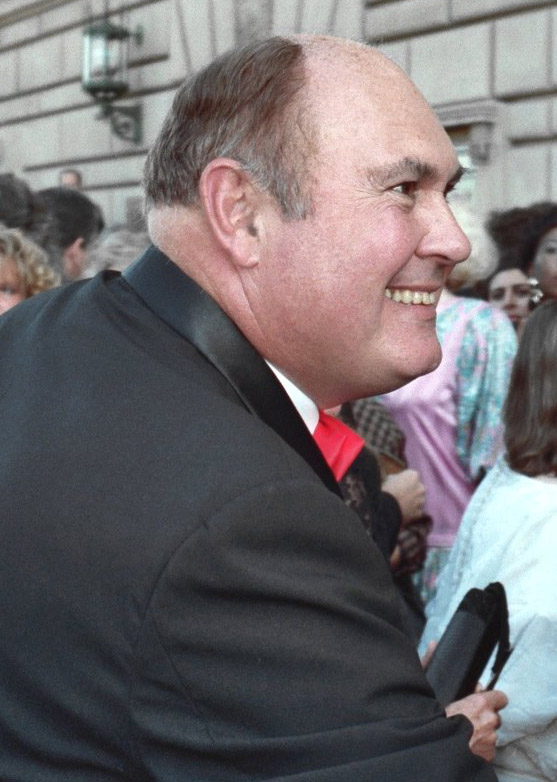
Willard Scott var den som skapade Ronald McDonald.

Clownen Ronald McDonald är en maskot som skapades 1963 av Willard Scott för att göra reklam för McDonald's.
Enligt den amerikanska boken Snabbmatslandet känner 96 % av amerikanska skolbarn igen maskoten, bara Jultomten hade en högre igenkänningsfaktor.
Många McDonald's-restauranger har statyer av clownen i mänsklig storlek, oftast stående i entrén för att hälsa besökare välkomna eller så sitter han på en bänk, så att barn kan sätta sig bredvid honom eller i hans knä.
Maskoten har även givit namn åt Ronald McDonald-hus där föräldrar kan sova över medan deras barn får medicinsk behandling på intilliggande sjukhus.